# Colibrí inca cuablanc
El colibrí inca cuablanc (Coeligena phalerata) és una espècie d'ocell de la família dels troquílids (Trochilidae) que habita el nord-est de Colòmbia.